# Homoncule (alchimie)
Pour les articles homonymes, voir Homoncule.
Un homoncule (variantes : homunculus, homuncule), du latin homonculus (« petit homme ») est une version miniature, souvent caricaturale, d'un être humain que certains alchimistes cherchaient, prétendument, à créer.

## Histoire

### Zosime de Panopolis
Le premier alchimiste occidental, Zosime de Panopolis, aborde déjà ce personnage.

« Je tombai endormi. Et je vois dans mon sommeil un homoncule muni d'un rasoir, vêtu d'une robe rouge et d'un habit royal, se tenant en dehors des châtiments. Il me dit : « Que faites-vous, Monsieur ? ». Je lui répondis : « Je me trouve ici parce que, m'étant écarté de tout chemin, je suis en train d'errer. » […] Voilà qu'il fut précipité dans le châtiment, et que tout son corps fut consumé par le feu […]. Je tirai l'affaire au clair en interprétant aussi que cet homme au rasoir, c'est l'homme-cuivre […]. Je vois un vieillard chenu, complètement blanc, à tel point que, du fait de sa grande blancheur, mes yeux furent aveuglés […] Il me dit : « Je suis l'homme de plomb, et j'endure une violence intolérable ». […] Je me dis : « J'ai bien compris : c'est ainsi qu'il faut projeter le plomb ». »

### Paracelse
Le médecin suisse Paracelse fut le premier à écrire sur ce sujet, en 1537. Walter Pagel résume sa recette : « On laisse se putréfier de la semence humaine en un vaisseau scellé qu'on soumet quarante jours durant à la température biologique — jusqu'à ce qu'un mouvement soit perceptible. La substance aura revêtu à ce moment une forme vaguement humaine mais sera transparente et dépourvue de corps. À ce stade, il faut l'alimenter pendant quarante semaines avec l'Arcanum [propriété permanente provenant du dernier stade d'une substance] du sang humain. Après quoi, elle se développera pour donner un véritable enfant possédant tous ses membres, plus petit simplement qu'un enfant normal. »

### Jean-Ferdinand Kueffstein
Selon le récit de son serviteur (Joseph Kammerer, Livre des comptes, 1890), le comte Jean-Ferdinand Kueffstein réussit, en 1773, en Calabre, à créer dix homoncules. Le comte était chambellan de l'impératrice Marie-Thérèse d'Autriche, et se faisait aider par l'abbé Géloni. Le comte et l'abbé appartenaient à la franc-maçonnerie et à la rose-croix, deux organisations secrètes. Les homoncules étaient, au dire de Kammerer, un roi, une reine, un architecte, un moine, un mineur, une nonne, un séraphin, un chevalier, un esprit bleu, un esprit rouge.

### Préformistes
Le concept est repris au XVIIIe siècle par des biologistes adeptes de la théorie de la préformation. En 1694 dans Essai de dioptrique, Nicolas Hartsoeker imagine comment un fœtus entier pouvait se loger dans le spermatozoïde. Il affirme qu'un « homoncule » est logé dans la tête du spermatozoïde, réplique microscopique de l'être en gestation.

### Carl Gustav Jung

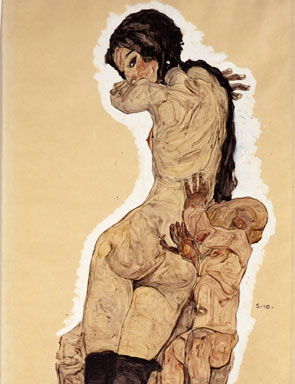
Egon Schiele, Femme avec un homoncule, 1910

Carl Gustav Jung, dans Psychologie et alchimie (1944) rappelle qu'une des planches du Mutus liber (ouvrage sans texte, 1677) montre un vase contenant un homunculus et que Petrus Bonus, dans sa Pretiosa margarita (1546) décrit un roi et « six planètes ou homuncules métalliques ». L'homonculus symbolise l'homme intégral.

« L'œuf est un germe de vie, investi d'une haute signification symbolique : c'est un symbole non seulement cosmogonique, mais aussi « philosophique » ; d'une part, l'œuf orphique, le commencement du monde, et d'autre part l'ovum philosophicum de la philosophie médiévale de la nature, c'est-à-dire le vase duquel, au terme de l'opus alchymicum, sort l'homunculus, autrement dit l'Anthropos, l'homme spirituel, intérieur et complet, le chên-yen (littéralement : l'homme complet) de l'alchimie chinoise. »

## Dans les arts et la culture populaire
La figure de l'homoncule est reprise dans plusieurs œuvres et éléments de la culture populaire. La liste ci-dessous reprend les éléments où elle est utilisée de manière non négligeable.

### Théâtre
- Dans la pièce Faust de Goethe, Wagner, l'assistant de Faust, fabrique un homoncule.

### Littérature
- Dans le recueil Bourlinguer, Blaise Cendrars évoque au chap. VIII, « Gênes », de façon romancée, l'histoire des homoncules créés par le comte de Kueffstein.
- Dans le livre La Cité des livres qui rêvent de Walter Moers, le personnage d'Homoncolosse, humain transformé en livre vivant, est un jeu de mots avec l'homoncule.

### Télévision
- Dans la 3e saison de la série d'animation Symphogear, Elfnein est un homonculus créé par le personnage de Carol Mars Dienheim.

### Bande dessinée et manga
- Dans Hellboy de Mike Mignola, Roger l'homoncule est un personnage récurrent, membre du BPRD.
- Dans l'anime Fullmetal Alchemist et le manga Fullmetal Alchemist, un homonculus est le résultat d'une transmutation humaine « ratée » (dans la version animée de 2003, l'adaptation de 2009 et le manga, c'est une petite créature née de sang humain).
- Dans l'anime Fate/zero, la famille Einzbern crée des homonculus comme Irisviel, caractérisés par leurs cheveux blancs et leurs yeux rouges, afin de les servir notamment dans la quête du saint Graal.
- Dans Strike the Blood, Yuuma Tokoyogi est un homonculus créé pour aider Aya Tokoyogi à s'échapper de la prison du District du Démon de l'île artificielle d'Itogami. Tout comme Astarte qui a été créée pour abriter un Familier.
- Dans Busō Renkin, Kazuki (le héros), avec l'aide de Tokiko, affronte des créatures qui mangent des humains, ces créatures sont aussi appelées Homonculi.
- Dans Homunculus (manga), Susumu Nakoshi est capable, après avoir subi une trépanation, de voir les homoncules de ses semblables.

### Cinéma
- Dans La Fiancée de Frankenstein, le docteur Pretorius présente ses homonculus à Victor Frankenstein sans préciser sa méthode de création.

### Jeux vidéo
- Dans Shadow of Memories, l'homunculus est directement créé à partir de la pierre philosophale, grâce à un alchimiste.
- Dans Summoners War, l'Homunculus est un monstre que le joueur peut créer et évoluer comme il le souhaite.
- Dans Reigns, l'Homonculus est une entité créée dans un vase.
- Dans Dead Cells, les homoncules sont des êtres ressemblants à des tas de gélatine et de détritus, capable de réanimer les cadavres et les posséder. Le joueur en incarne un.

### Jeu de rôles
- Dans Donjons et Dragons, l'homoncule est un familier qui peut être créé par la classe des magiciens grâce à l'alchimie[5],[6].